# Московська зона оборони
Моско́вська зо́на оборо́ни — оперативно-стратегічне об'єднання сухопутних військ радянських військ у складі Червоної армії під час німецько-радянської війни з 2 грудня 1941 по 15 жовтня 1943.

## Командування
- Командувачі:
  - генерал-лейтенант, з 22 січня 1942 генерал-полковник Артем'єв П. А. (2 грудня 1941 — 15 жовтня 1943).